# Electroóptica
La electroóptica es una rama de la ingeniería eléctrica y física de la materia que involucra componentes, dispositivos (por ejemplo, láseres, Leds, guías de onda, etc.) y los sistemas que utilicen la propagación y la interacción de la luz con diversos materiales adaptados. Se trata esencialmente de la misma, como lo que popularmente se describe hoy como la fotónica. No sólo tiene que ver con el "efecto electroóptico". Por lo tanto, se refiere a la interacción entre la electromagnética (óptica) y los estados eléctricos de los materiales.
Se encarga de las transformaciones de energía luminosa en eléctrica y viceversa, de la variación de las propiedades ópticas por efectos eléctricos y de las propiedades eléctricas al ser iluminada una sustancia.